# Maerua dolichobotrys
Maerua dolichobotrys är en kaprisväxtart som beskrevs av Ernest Friedrich Gilg och Benedict. Maerua dolichobotrys ingår i släktet Maerua och familjen kaprisväxter. Inga underarter finns listade i Catalogue of Life.